# Antisistema

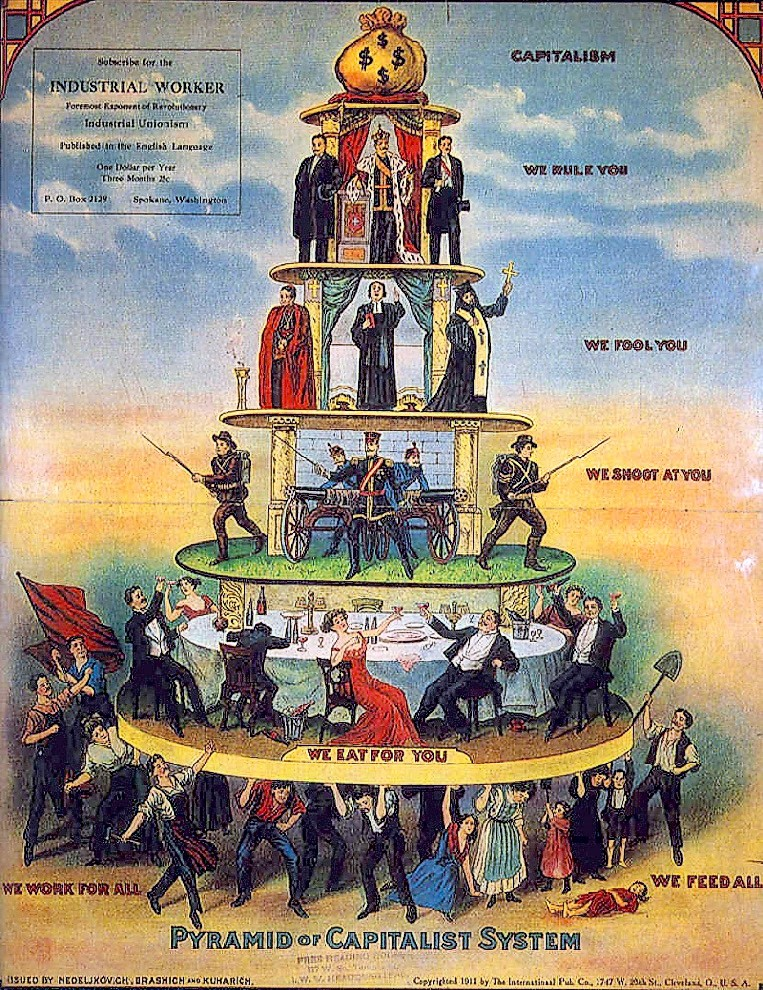
Piràmide del sistema capitalista, any 1911

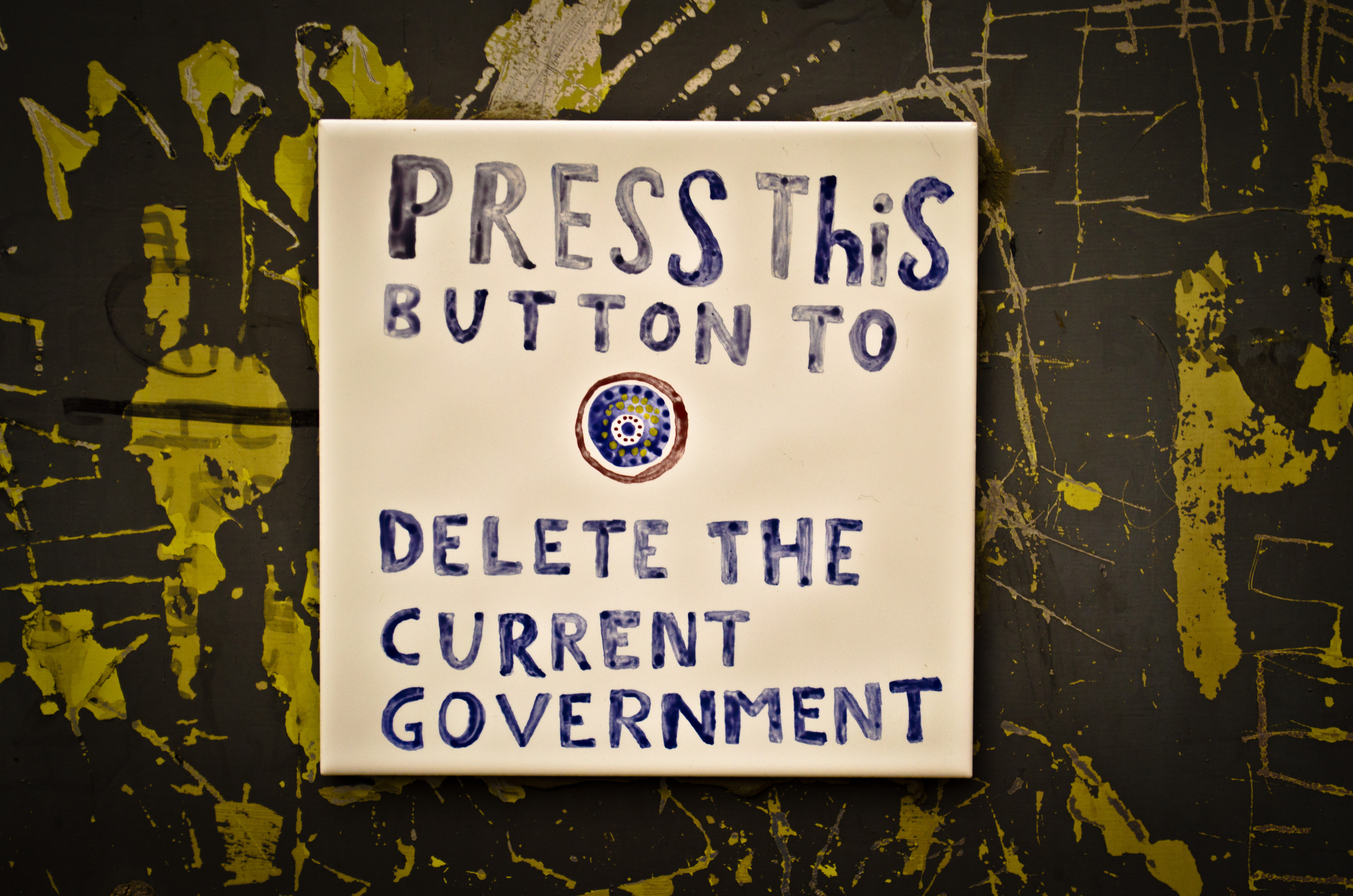
Londres, any 2012

Antisistema és qualsevol acció, ideologia o política que pot anar des de crítica fins a obertament contrària al sistema, és a dir a una societat basada en la jerarquia, competent entre febles i forts, i sobretot pel fet de ser dominada per una elit econòmica amb poder per sobre del conjunt de la societat i dels ordres polítics presumptament democràtics. Existeixen moviments socials que són moviments antisistema i també grups antisistema. Antisistema no és sinònim d'anticapitalisme i no té res a veure amb l'agressivitat, tot i que alguns mitjans de comunicació l'hagin fet servir maliciosament, "fent trampa", com a sinònim de violència.
Descrit també com un "moviment de moviments", des de l'últim terç del segle xx va concretant-se, definint i integrant els seus elements, presentant-se com una alternativa heterogènia a un "sistema" (o "establishment") que avui es coneix i identifica molt millor que, per exemple, al maig del 68. Així, pot incloure altres filosofies i moviments més específics com, per exemple, l'ecologisme, la separació de poders, el pacifisme, el feminisme (o antipatriarcalisme), l'anarquisme, l'antiglobalització, l'antiimperialisme o l'esmentat anticapitalisme.
El terme "antisistema" va a aparéixer per primera vegada en francès l'any 1717, quan els coneguts com els germans Pâris, dedicats a les finances, van intentar tombar el sistema financer de Law. Moltes ideologies innovadores van ser considerades "antisistema" en el seu naixement i amb el pas del temps han passat a considerar-se força "políticament correctes" o fins i tot, per a noves generacions, part d'un nou sistema. Per exemple, als anys setanta del segle XX es considerava una visió política antisistema i molt radical a l'ecologisme que pretenia comprendre i reestructurar l'economia i la societat, llavor de les actuals polítiques de sostenibilitat. O també va ser antisistema l'antifranquisme i fins i tot Jesús, que en el seu temps era considerat el que avui es denominaria un antisistema i ha esdevingut una important figura del cristianisme.

## Objectius
Alguns objectius típicament antisistema són la preocupació pel poder il·limitat de les multinacionals (o transnacionals), la condonació del deute extern dels països pobres, el pacifisme, l'equitat i la justícia social, la supressió o reforma radical del Banc Mundial i del Fons Monetari Internacional, l'ecologisme, el feminisme (o postfeminisme) i la voluntat de construir una democràcia participativa a la qual governin directament els ciutadans, en oposició a la representació per un vot cada quatre o cinc anys.

## Característiques
El moviment antisistema és molt heterogeni, i inclou tant persones independents com a grups, associacions, entitats o altres moviments socials i culturals. Cada vegada es més pràctic i menys romàntic, amb un fonament bàsic en la ideologia, els seus objectius volen canviar la vida pràctica quotidiana. Està format per persones de totes les edats. La majoria dels antisistema tenen una forta formació acadèmica i en idiomes, dominen l'economia, l'agronomia, l'urbanisme, la informàtica, l'enginyeria i coneixen i estan en contacte amb persones d'altres parts del món, coneixent i comparant alternatives, debatint-les i inventant-ne junts de noves. Van començar criticant a la publicitat i les empreses de comunicació dominats justament pel sistema i cada vegada posen més èmfasi a l'ús alternatiu de la comunicació i informació.
No és internacionalista sinó mundial, en el sentit que les persones es comuniquen entre elles arreu del món, però respectant totes les llengües i cultures, sense voler-ne imposar cap, de la mateixa manera que no se cerca una única proposta alternativa homogènia per a tothom ni per sempre. Sí defensa la globalització de drets humans de les persones i dels pobles.
Rebutja la política institucional i la subalternitat a qualsevol partit polític, defensant la realització de formes avançades del que considera "democràcia real". Intenta aplicar-se a si mateix la democràcia participativa, rebutjant la representativa.